# Tlaxamanilco
Tlaxamanilco är en ort i Mexiko.   Den ligger i kommunen Los Reyes och delstaten Veracruz, i den sydöstra delen av landet, 240 km öster om huvudstaden Mexico City. Tlaxamanilco ligger 1 618 meter över havet och antalet invånare är 113.
Terrängen runt Tlaxamanilco är kuperad åt nordväst, men åt sydost är den bergig. Runt Tlaxamanilco är det ganska tätbefolkat, med 199 invånare per kvadratkilometer. Närmaste större samhälle är Rafael Delgado, 18,4 km norr om Tlaxamanilco. I omgivningarna runt Tlaxamanilco växer huvudsakligen savannskog.